# Volksabstimmungen in der Schweiz 1952
Dieser Artikel bietet eine Übersicht der Volksabstimmungen in der Schweiz im Jahr 1952.
In der Schweiz fanden 1952 auf Bundesebene neun Volksabstimmungen statt, im Rahmen von sieben Urnengängen am 2. März, 30. März, 20. April, 18. Mai, 6. Juli, 5. Oktober und 23. November. Dabei handelte es sich um vier fakultative Referenden, drei obligatorische Referenden und zwei Volksinitiativen.

## Abstimmung am 2. März 1952

### Ergebnis
| Nr. | Vorlage | Art | Stimm- berechtigte | Abgegebene Stimmen | Beteiligung | Gültige Stimmen | Ja      | Nein    | Ja-Anteil | Nein-Anteil | Stände | Ergebnis |
| --- | --- | --- | ------------------ | ------------------ | ----------- | --------------- | ------- | ------- | --------- | ----------- | ------ | -------- |
| 158 | Bundesbeschluss betreffend Verlängerung der Geltungsdauer des Bundesbeschlusses über die Bewilligungspflicht für die Eröffnung und Erweiterung von Gasthöfen | FR  | 1'415'536          | 567'494            | 40,09 %     | 538'838         | 248'318 | 290'520 | 46,08 %   | 53,92 %     | –      | nein     |

### Bewilligungspflicht für Gasthöfe
Seit 1915 unterstanden Neubauten von Hotels einer Bewilligungspflicht des Bundes, die seither immer wieder verlängert wurde. 1949 beschränkte der Bundesrat die Bewilligungspflicht auf touristische Gebiete. Im April 1951 teilte er jedoch mit, dass sie nicht aufgehoben werden könne, und beantragte eine weitere Verlängerung bis 1955. Das Parlament stimmte dem zu, worauf der LdU mit Erfolg das Referendum ergriff. Wegen eines Ausbruchs der Maul- und Klauenseuche in mehreren Kantonen konnte die Abstimmung erst mit mehreren Monaten Verspätung durchgeführt werden. Der LdU bezeichnete die beantragte Verlängerung als «Verewigung des Vollmachtenregimes» und als schädlichen Eingriff in die Handels- und Gewerbefreiheit, der die Entwicklung einer modernen, innovativen Hotellerie hemme. Nach zwölfmaliger Verlängerung des Hotelbauverbots sei eine dreizehnte Schonfrist für die Hotellerie nun nicht mehr zu verantworten. Hingegen bezeichneten die Befürworter die Bewilligungspflicht als notwendig, um ein Überangebot an Gästebetten zu verhindern. Der unmittelbare Grund für die erneute Verlängerung sei eine herabgesetzte Frankenzuteilung von Grossbritannien und Frankreich für Erholungsreisen, was für die Hotellerie enorme Umsatzeinbussen mit sich bringe. Bei unterdurchschnittlicher Stimmbeteiligung lehnten die Abstimmenden eine weitere Verlängerung mehrheitlich ab.

## Abstimmung am 30. März 1952

### Ergebnis
| Nr. | Vorlage | Art | Stimm- berechtigte | Abgegebene Stimmen | Beteiligung | Gültige Stimmen | Ja      | Nein    | Ja-Anteil | Nein-Anteil | Stände | Ergebnis |
| --- | --- | --- | ------------------ | ------------------ | ----------- | --------------- | ------- | ------- | --------- | ----------- | ------ | -------- |
| 159 | Bundesgesetz über die Förderung der Landwirtschaft und die Erhaltung des Bauernstandes (Landwirtschaftsgesetz) | FR  | 1'418'381          | 909'840            | 64,15 %     | 894'761         | 483'583 | 411'178 | 54,05 %   | 45,95 %     | –      | ja       |

### Landwirtschaftsgesetz
Insbesondere seit dem Ersten Weltkrieg griff der Bund immer stärker regulierend in die Landwirtschaft ein, um die Versorgung der Bevölkerung mit genügend Nahrungsmitteln zu sichern. Wenige Tage nach Annahme der Wirtschaftsartikel der Bundesverfassung im Jahr 1947, die explizit staatliche Eingriffe zum Schutz der Landwirtschaft erlaubten, präsentierte der Bundesrat einen Vorentwurf für ein Landwirtschaftsgesetz. Dieser stiess beim Bauernverband auf Wohlwollen, in Handels- und Industriekreisen jedoch auf schroffe Ablehnung. Daraufhin erarbeiteten der Bauernverband, der Handels- und Industrieverein, der Arbeitgeberverband und der Gewerbeverband gemeinsam einen Kompromiss, der im Parlament Zustimmung fand. Das Landwirtschaftsgesetz hatte das Ziel, einen gesunden Bauernstand und eine leistungsfähige Landwirtschaft mittels kostendeckender Preise zu erhalten. Ein Komitee «zum Schutz der Verbraucherinteressen» reichte mit Unterstützung der Migros und des LdU ein Referendum ein. Die Gegner argumentierten, das Gesetz verletze die Interessen der Konsumenten, nehme die Landwirtschaft aus der Marktwirtschaft heraus und schütze sie vor qualitativ besseren Importen. Ebenso stärke es Kartelle und Monopole von Verwertern und Verbänden. Auf der anderen Seite betonten die Befürworter den Kompromisscharakter der Vorlage und die Notwendigkeit der landwirtschaftlichen Selbstversorgung für die Landesverteidigung. Angesichts der breit abgestützten Front fiel das Ergebnis überraschend knapp zugunsten der Vorlage aus.

## Abstimmung am 20. April 1952

### Ergebnis
| Nr. | Vorlage                                    | Art | Stimm- berechtigte | Abgegebene Stimmen | Beteiligung | Gültige Stimmen | Ja      | Nein    | Ja-Anteil | Nein-Anteil | Stände | Ergebnis |
| --- | ------------------------------------------ | --- | ------------------ | ------------------ | ----------- | --------------- | ------- | ------- | --------- | ----------- | ------ | -------- |
| 160 | Volksbegehren betreffend die Umsatzsteuern | VI  | 1'417'918          | 696'494            | 49,11 %     | 681'365         | 129'243 | 552'122 | 18,97 %   | 81,03 %     | 0:22   | nein     |

### Warenumsatzsteuerinitiative
Im Frühjahr 1950 reichte die kommunistische Partei der Arbeit (PdA) eine Volksinitiative ein, welche die Abschaffung der Warenumsatzsteuer (WUSt) forderte. Diese war 1941 vom Bundesrat per Dringlichkeitsrecht eingeführt worden und trug rund ein Drittel zu den Bundeseinnahmen bei. Unterstützung erhielt die PdA einzig von der Freigeldbewegung. Erstere hielt die WUSt für eine preistreibende und deshalb unsoziale Steuer, während letztere darauf hinwies, dass die geltende Übergangsordnung sämtliche Lebensmittel von der WUSt ausnehme. Die Gegner, zu denen alle anderen Parteien gehörten, betrachteten das Begehren als «Kommunisten-Initiative», die bewusst darauf abziele, die Finanzierung der Landesverteidigung und sozialer Aufgaben des Staates zu verhindern, um so die Schweiz von innen zu schwächen. Die SP setzte sich zwar wie die PdA für höhere direkte Steuern ein, fand aber, die Initiative schiesse weit übers Ziel hinaus. Nicht einmal ein Fünftel der Abstimmenden unterstützte die Vorlage.

## Abstimmung am 18. Mai 1952

### Ergebnis
| Nr. | Vorlage                                                                              | Art | Stimm- berechtigte | Abgegebene Stimmen | Beteiligung | Gültige Stimmen | Ja      | Nein    | Ja-Anteil | Nein-Anteil | Stände | Ergebnis |
| --- | ------------------------------------------------------------------------------------ | --- | ------------------ | ------------------ | ----------- | --------------- | ------- | ------- | --------- | ----------- | ------ | -------- |
| 161 | Volksbegehren zur Rüstungsfinanzierung und zum Schutze der sozialen Errungenschaften | VI  | 1'418'727          | 764'841            | 53,90 %     | 750'596         | 328'341 | 422'255 | 43,74 %   | 56,26 %     | 3:19   | nein     |

### Rüstungsfinanzierungsinitiative
1951 beschloss das Parlament unter dem Eindruck des Koreakriegs ein Rüstungsprogramm in der Höhe von fast 1,5 Milliarden Franken, doch die beiden Räte konnten sich nicht über die Finanzierung einigen, weshalb sie den Bundesrat mit der Ausarbeitung einer Vorlage beauftragten. Sie lehnten auch den Antrag der SP ab, einen Teil des Programms durch ein «Friedensopfer» in Form einer befristeten Sondersteuer auf grösseren Vermögen zu finanzieren. Kurz nachdem der Bundesrat seinen zweiten Finanzierungsentwurf ohne Besteuerung der Vermögen präsentiert hatte (siehe unten), reichte die SP eine Volksinitiative ein, mit der sie ihre Forderung durchsetzen wollte. Bundesrat und Parlament lehnten die Initiative ab und hielten an ihrem Finanzierungsmodell fest, das eine zusätzliche Belastung des Konsums vorsah. Unterstützung erhielt die SP nur vom LdU. Die Befürworter argumentierten finanzpolitisch und appellierten an die Solidarität der Wohlhabenden. Die Gegner wiederum, zu denen fast alle anderen Parteien gehörten, hielten die zusätzliche Belastung der Wohlhabenden für unangebracht, da diese durch die Steuerprogression bereits einen gerechten Anteil leisten würden. Sie behaupteten auch, die SP sei nur daran interessiert, ihre eigene Klientel zu schonen. Die Initiative erfuhr eine klare Ablehnung; zustimmende Mehrheiten erzielte sie nur in den Kantonen Basel-Landschaft, Basel-Stadt, Solothurn und Zürich.

## Abstimmung am 6. Juli 1952

### Ergebnis
| Nr. | Vorlage                                                                 | Art | Stimm- berechtigte | Abgegebene Stimmen | Beteiligung | Gültige Stimmen | Ja      | Nein    | Ja-Anteil | Nein-Anteil | Stände | Ergebnis |
| --- | ----------------------------------------------------------------------- | --- | ------------------ | ------------------ | ----------- | --------------- | ------- | ------- | --------- | ----------- | ------ | -------- |
| 162 | Bundesbeschluss vom 28. März 1952 über die Deckung der Rüstungsausgaben | OR  | 1'419'573          | 627'396            | 44,20 %     | 609'717         | 256'195 | 353'522 | 42,02 %   | 57,98 %     | 3:19   | nein     |

### Deckung der Rüstungsausgaben
Nur wenige Wochen nach der Ablehnung der Rüstungsfinanzierungsinitiative der SP musste das Stimmvolk über den Finanzierungsvorschlag des Parlaments entscheiden, der drei zusätzliche Einnahmequellen vorsah: progressive Rüstungszuschläge auf den Einkommen (Wehrsteuer) in der Höhe von 10 bis 30 %, eine erhöhte Warenumsatzsteuer auf Getränken und Aufhebung des Anteils der Kantone am Ertrag des Militärpflichtersatzes. Alle Massnahmen waren auf die Jahre 1952 bis 1954 befristet. Die Belastung nicht lebensnotwendiger Esswaren lehnte das Parlament hingegen ab. Alle Parteien ausser der PdA unterstützten die Vorlage, wobei die Ja-Empfehlung des SP-Vorstands nur knapp zustande kam. Die Befürworter betonten den Kompromisscharakter der Vorlage, denn alle gesellschaftlichen Gruppen würden nun zur unverzichtbaren Rüstungsfinanzierung beitragen. Ein Nein könnte im Ausland als Signal eines bröckelnden Wehrwillens interpretiert werden. Widerstand gegen die Vorlage gab es in der Romandie vor allem seitens der Winzer, die sich gegen die steuerliche Zusatzbelastung des Weins zur Wehr setzten. In der Deutschschweiz wiederum argumentierten Wirtschaftsliberale, dass der Zustand der Bundesfinanzen keine Sondereinnahmen rechtfertige. Einerseits würden diese nur einen marginalen Teil des Staatshaushalts ausmachen, andererseits seien die Einnahmeprognosen des Bundes ständig zu pessimistisch. Mit 42 Prozent Zustimmung lehnten die Abstimmenden die Rüstungsfinanzierung noch etwas deutlicher ab als die SP-Initiative. Knappe Ja-Mehrheiten gab es nur in den Kantonen Bern, Solothurn und Zürich.

## Abstimmungen am 5. Oktober 1952

### Ergebnisse
| Nr. | Vorlage | Art | Stimm- berechtigte | Abgegebene Stimmen | Beteiligung | Gültige Stimmen | Ja      | Nein    | Ja-Anteil | Nein-Anteil | Stände | Ergebnis |
| --- | --- | --- | ------------------ | ------------------ | ----------- | --------------- | ------- | ------- | --------- | ----------- | ------ | -------- |
| 163 | Bundesgesetz vom 1. Februar 1952 betreffend die Abänderung von Bestimmungen über die fiskalische Belastung des Tabaks im Bundesgesetz über die Alters- und Hinterlassenenversicherung | FR  | 1'422'239          | 748'552            | 52,63 %     | 724'892         | 492'885 | 232'007 | 67,99 %   | 32,01 %     | –      | ja       |
| 164 | Bundesbeschluss vom 28. März 1952 über den Einbau von Luftschutzräumen in bestehenden Häusern                                                                                         | FR  | 1'422'239          | 748'552            | 52,63 %     | 714'598         | 110'681 | 603'917 | 15,49 %   | 84,51 %     | –      | nein     |

### Tabakzölle und -kontingentierung
Das Gesetz über die Alters- und Hinterlassenenversicherung legte fest, dass zur Finanzierung dieses Sozialwerks unter anderem eine Fabrikationsabgabe auf Tabakwaren aus inländischer Produktion erhoben werden solle. Da der Preis für Rohtabak in den folgenden Jahren stark anstieg, erlangten Importwaren einen Preisvorteil, was die Schweizer Tabakindustrie in Bedrängnis brachte. Nachdem der Bundesrat 1949 die Einfuhrzölle auf Rohtabak gesenkt hatte, beantragte er zwei Jahre später eine weitere Senkung sowie eine abgestufte Fabrikationsabgabe, um kleine und mittlere Betriebe zu entlasten. Ebenso sollte die 1937 per Dringlichkeitsrecht eingeführte Tabakkontingentierung gesetzlich verankert werden. Nachdem das Parlament die Änderungen genehmigt hatte, ergriff ein Aktionskomitee «gegen die Tabakkontingentierung» das Referendum, unterstützt durch die Zürcher FDP und den LdU. Die Gegner kritisierten die wettbewerbsfeindliche Privilegierung einer verhältnismässig kleinen Branche und zweifelten auch die verfassungsrechtlichen Voraussetzungen für den Eingriff an, da die Massnahme nur der Strukturerhaltung diene. Zu den Befürwortern gehörten SP, KVP, BGB und PdA; sie rückten den Schutz der kleinen und mittleren Betriebe und ihrer Arbeitskräfte in den Vordergrund. Zudem seien die Kontingente nicht so starr, dass kein Wettbewerb mehr möglich sei. Mehr als zwei Drittel der Abstimmenden nahmen die Vorlage an, wobei Appenzell Ausserrhoden als einziger Kanton ablehnte.

### Einbau von Luftschutzräumen
Ende 1950 hatte das Parlament beschlossen, bei Neu- und Umbauten von Häusern die Erstellung von Luftschutzräumen vorzuschreiben. Ebenso beauftragte es den Bundesrat mit der Ausarbeitung eines Gesetzes, der dies auch bei bestehenden Häusern in Ortschaften mit mehr als 2000 Einwohnern vorschreiben sollte. Schon im Mai 1951 lag der entsprechende Gesetzesentwurf vor. Die Kostenverteilung sorgte in der parlamentarischen Beratung für grosse Differenzen, doch die Räte einigten sich auf einen Kompromiss. Die SP ergriff mit Unterstützung des Mieterverbands das Referendum. Sie störte sich daran, dass die Hauseigentümer (die 60 Prozent der Kosten zu tragen hatten) die Mieter an der Amortisation und der Verzinsung beteiligen durften. Die Befürworter bezeichneten den Einbau der Luftschutzräume in bestehende Häuser als wirksame Massnahme zum Schutz der Bevölkerung, weshalb die Mehrbelastung tragbar sei. Hingegen hielt die SP die Belastung der Mieter für zu hoch. Sie verlangte ein stärkeres finanzielles Engagement der öffentlichen Hand und gleichzeitig eine Ausdehnung der Amortisationsfrist, was die Mieter entlasten würde. Gegnerische Hauseigentümer argumentierten, die Kosten würden unterschätzt. Die Vorlage scheiterte äusserst klar; die Zustimmung von nur 15,49 Prozent ist die tiefste einer Behördenvorlage in der Geschichte der eidgenössischen Volksabstimmungen.

## Abstimmungen am 23. November 1952

### Ergebnisse
| Nr. | Vorlage | Art | Stimm- berechtigte | Abgegebene Stimmen | Beteiligung | Gültige Stimmen | Ja      | Nein    | Ja-Anteil | Nein-Anteil | Stände | Ergebnis |
| --- | --- | --- | ------------------ | ------------------ | ----------- | --------------- | ------- | ------- | --------- | ----------- | ------ | -------- |
| 165 | Bundesbeschluss vom 26. September 1952 über die befristete Weiterführung einer beschränkten Preiskontrolle | OR  | 1'423'658          | 803'276            | 56,41 %     | 779'298         | 489'461 | 289'837 | 62,81 %   | 37,19 %     | 16:6   | ja       |
| 166 | Bundesbeschluss vom 26. September 1952 über die Brotgetreideversorgung des Landes                          | OR  | 1'423'658          | 803'276            | 56,41 %     | 771'590         | 583'546 | 188'044 | 75,63 %   | 24,37 %     | 21½:½  | ja       |

### Weiterführung der Preiskontrolle
Für Ende 1952 war geplant, dass die umfangreichen und seit der Weltwirtschaftskrise per Notrecht eingeführten ausserordentlichen Kompetenzen des Bundesrates zur Preiskontrolle vollständig wegfallen würden. Angesichts der aussenpolitischen und wirtschaftlichen Lage (Koreakrieg, Kalter Krieg) wollte er jedoch die Preiskontrollen vorläufig aufrechterhalten. Da die Arbeitgeber sich negativ dazu äusserten, schwächte er die Vorlage ab, und das Parlament entschärfte sie weiter. So sollten beispielsweise nur noch durch Zölle geschützte Waren für den Inlandmarkt der Preiskontrolle unterstehen. Zwar unterstützten die grösseren Parteien mehr oder weniger die Vorlage, doch waren ihre Reihen keineswegs geschlossen. Die Befürworter verteidigten vor allem die Ermächtigung des Bundes, die Preiskontrolle auf Mieten fortzuführen, denn eine Aufhebung würde die Mietzinsen angesichts des Wohnraummangels explodieren lassen und die Lohn-Preis-Spirale in Bewegung versetzen, was der Konkurrenzfähigkeit der Schweiz schaden würde. Der Hauseigentümerverband als Hauptgegner bezeichnete die Mietzinskontrolle als schädlich, da sie den Bau neuer Wohnungen verhindere. Während sich die Wirtschaftsdachverbände bereit zeigten, die Mietpreiskontrollen auf dem Dringlichkeitsweg weiterzuführen, wehrten sie sich vehement gegen die Kompetenz des Bundes für Höchstpreisvorschriften, da sie einen preistreibenden Mangel an Gütern begünstige. Knapp zwei Drittel der Abstimmenden und die Mehrheit der Stände nahmen die Vorlage an.

### Brotgetreideversorgung
Die Getreideordnung von 1929 verpflichtet den Bund, zur Sicherstellung der Getreideversorgung und zur Förderung des einheimischen Getreideanbaus Vorräte zu halten, den Anbau zu fördern, das Müllereigewerbe zu erhalten sowie den Handel mit Getreide und Getreideprodukten und deren Preise zu überwachen. Im Zweiten Weltkrieg kamen mehrere ausserordentliche Massnahmen hinzu, insbesondere ein erneutes Einfuhrmonopol der Eidgenössischen Getreideverwaltung. Da der Koreakrieg eine erneute Verknappung des Angebots zur Folge hatte, wollte der Bundesrat die Massnahmen weiterführen. Daraufhin genehmigte das Parlament eine Verlängerung von Teilen des kriegswirtschaftlichen Monopols bis Ende 1957, wofür eine Verfassungsänderung notwendig war. Die meisten nationalen Parteien und Verbände mit Ausnahme des LdU und einzelner FDP-Kantonalparteien unterstützten die Weiterführung der Massnahmen, weil sie in ihnen einen Garanten für günstige Preise für das Grundnahrungsmittel Brot sahen. Die Gegner bezeichneten die Massnahmen als etatistisch und unnötig. Ausserdem stünden sie im Widerspruch zur Handels- und Gewerbefreiheit. Eine deutliche Mehrheit von drei Vierteln aller Abstimmenden bestätigte die Weiterführung des Monopols, nur der Kanton Appenzell Ausserrhoden lehnte sie ab.